# دان کواری
دان کواری (انگلیسی: Don Quarrie؛ زادهٔ ۲۵ فوریهٔ ۱۹۵۱) دونده اهل جامائیکا است.
از افتخارات وی می‌توان به کسب ۱ مدال طلا، ۲ مدال نقره و ۱ مدال برنز در بازی‌های المپیک تابستانی اشاره کرد.